# Fabio Geda

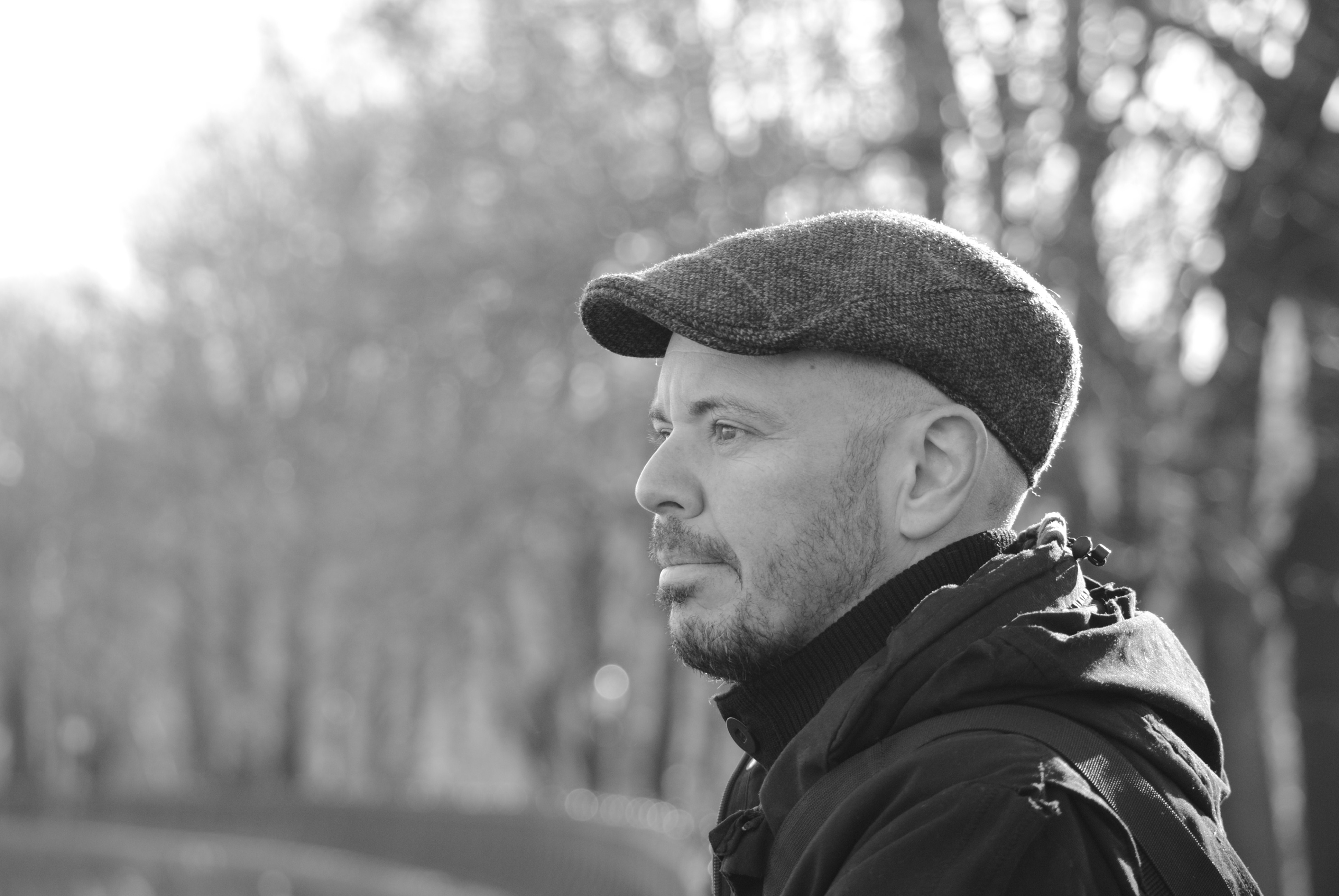
Fabio Geda (2012)

Fabio Geda (* 1. März 1972 in Turin) ist ein italienischer Schriftsteller und Journalist.

## Leben
Fabio Geda studierte Kommunikationswissenschaften und arbeitete als Lehrer und im sozialen Bereich. Mit der Veröffentlichung seines zweiten Romans Im Meer schwimmen Krokodile wurde er bekannt und erfolgreich. Das Buch erschien auch in deutscher Übersetzung und wurde laut Verlagsangabe in 18 Ländern veröffentlicht. Es erzählt die Geschichte des zehnjährigen afghanischen Jungen Enaiatollah, der sich vor der ihm drohenden Versklavung durch Paschtunen bzw. Taliban auf die gefährliche Flucht nach Europa macht. Die Geschichte beruht auf den Erzählungen des jungen Enaiatollah Akbari, den Geda auf einer Lesung in Italien kennenlernte. Danach wurde auch der Debütroman des Autors Emils wundersame Reise sowie Der Sommer am Ende des Jahrhunderts ins Deutsche übersetzt.

## Werke
- Im Meer schwimmen Krokodile. Aus dem Italienischen von Christiane Burkhardt, zuletzt btb, München 2015, ISBN 978-3-442-74958-4 (italienischer Titel: Nel mare ci sono i coccodrilli.).
- Emils wundersame Reise. Aus dem Italienischen von Christiane Burkhardt, zuletzt btb, München 2014, ISBN 978-3-442-74677-4 (italienischer Titel: Per il resto del viaggio ho sparato agli indiani).
- Der Sommer am Ende des Jahrhunderts. Aus dem Italienischen von Christiane Burkhardt, zuletzt btb, München 2015, ISBN 978-3-442-74935-5 (italienischer Titel: L' estate alla fine del secolo.).
- Vielleicht wird morgen alles besser. Aus dem Italienischen von Christiane Burkhardt, Knaus, München 2018, ISBN 978-3-8135-0790-4 (italienischer Titel: Anime Scalze.)